# Guerre de Genkō
La guerre de Genkō (元弘の乱, Genkō no Ran) (1331–1333) aussi connue sous le nom incident de Genkō (元弘の変, Genkō no Hen) est une guerre civile du Japon qui marque la chute du shogunat de Kamakura et la fin de la puissance du clan Hōjō. La guerre précède ainsi la période Nanboku-chō et l'apparition du shogunat Ashikaga. Genkō est le nom de l'ère du Japon correspondant à la période 1331-1334.
Pendant presque toute l'époque de Kamakura, le shogunat est contrôlé par le clan Hōjō, dont les membres portent le titre de shikken (régent pour le shogun) qu'ils se transmettent de génération en génération à l'intérieur du clan. L'empereur n'est guère plus qu'une personne de représentation, ne détenant aucun véritable pouvoir administratif.
En 1331, l'empereur Go-Daigo tente de prendre le pouvoir et de renverser le shogunat. Avec une armée de ses fidèles partisans, il attaque le  shikken dans la capitale shogunale de Kamakura. Il est  cependant défait à la suite de la trahison d'un proche associé nommé Yoshida Sadafusa (吉田定房). L'empereur cache les trésors sacrés dans un château isolé à Kasagiyama (dans la ville moderne de Kasagi du district de Sōraku dans la préfecture de Kyoto) et lève une armée, mais le château passe sous le contrôle de l'armée shogunale l'année suivante. Le shogunat couronne l'empereur Kōgon et exile Go-Daigo dans l'une des îles Oki, dans laquelle avait également été exilé l'empereur Go-Toba après la révolte de Jōkyū de 1221.
Le prince Morinaga fils de l'empereur, continue à se battre, conduisant l'armée de son père aux côtés de Kusunoki Masashige.
L'empereur Go-Daigo s'échappe d'Oki en 1333, deux ans après s'y être trouvé exilé, avec l'aide de Nawa Nagatoshi (名和長年) et de sa famille, lève une armée dans la montagne de Funagami dans la province de Hōki (ville moderne de Kotoura du district de Tōhaku dans la préfecture de Tottori).
Pendant ce temps, Ashikaga Takauji, général en chef de la famille Hōjō, se retourne contre ceux-ci et se bat pour l'empereur dans l'espoir d'être nommé shogun. Simultanément, Nitta Yoshisada mène son armée dans la campagne des provinces de Kōzuke Musashi qui culmine avec le siège de Kamakura de 1333, met le feu à la ville  et détruit le shogunat de Kamakura.
La ville à feu et à sang, le shogunat s'effondre et la puissance des Hōjō avec. L'empereur Go-Daigo retourne à Kyoto et saisit le pouvoir dans ce qui va être connu sous le nom de restauration de Kenmu. Cette situation ne dure que quelques années cependant. En 1336, Ashikaga Takauji s'autoproclame shogun et s'empare du pouvoir de Go-Daigo, ce qui commence les guerres Nanboku-chō et le shogunat Ashikaga.

## Source de la traduction
- (en) Cet article est partiellement ou en totalité issu de l’article de Wikipédia en anglais intitulé « Genkō War » (voir la liste des auteurs).